# Wyatt Earp (film)
Pour les articles homonymes, voir Wyatt Earp (homonymie).
Pour plus de détails, voir Fiche technique et Distribution.
Wyatt Earp est un film américain réalisé par Lawrence Kasdan avec Kevin Costner et Dennis Quaid sorti en 1994.

## Synopsis
Wyatt Earp grandit dans une famille d'avocats et de juges et semble destiné à suivre la voie tracée par son père et son grand-père. Il se marie à Urilla, un amour de jeunesse, et commence à étudier le droit avec l'intention de s'établir dans le Missouri et d'y fonder une famille. La mort de sa jeune épouse enceinte, emportée par la typhoïde, bouleverse le cours de sa vie. Après avoir fait divers petits boulots et manqué de se faire tuer en tant que conducteur de chariot, Wyatt pars alors pour Wichita, puis gagne Dodge City où il porte pour la première fois l'insigne de marshal et se rend célèbre pour son intransigeance. Il rassemble son frère autour de lui, à Tombstone, avec le projet de monter une affaire. Son amitié pour Doc Holliday, joueur professionnel alcoolique et tuberculeux, son amour pour Josie, une belle et jeune aventurière, contribuent encore à forger sa légende.

## Fiche technique
- Titre : Wyatt Earp
- Réalisation : Lawrence Kasdan
- Scénario : Dan Gordon et Lawrence Kasdan
- Production : Warner Bros. en association avec Tig Productions, Kasdan Pictures et Paragon Entertainment Corporation
- Distribution : Warner Bros.
- Producteurs : Jim Wilson, Kevin Costner et Lawrence Kasdan
  - Producteurs délégués : Jon Slan, Dan Gordon, Charles Okun et Michael Grillo
- Photographie : Owen Roizman
- Décors : Ida Random (en)
- Montage : Carol Littleton
- Costumes : Colleen Atwood
- Musique : James Newton Howard
- Pays de production :  États-Unis
- Langue : anglais, espagnol
- Budget : 63 millions $[1]
- Format : Technicolor • 2,35:1 • 35 mm - Son Dolby Digital
- Genre : Western historique
- Durée : 191 minutes
  - Version longue : 212 minutes
- Dates de sortie :
  - États-Unis : 24 juin 1994
  - France : 31 août 1994

## Distribution
- Kevin Costner (VF : Bernard Lanneau ; VQ : Marc Bellier) : Wyatt Earp
- Dennis Quaid (VF : Pascal Renwick ; VQ : Éric Gaudry) : Doc Holliday
- Gene Hackman (VF : Claude Joseph ; VQ : Hubert Fielden) : Nicholas Earp
- David Andrews (VF : Philippe Peythieu ; VQ : Benoît Rousseau) : James Earp
- Linden Ashby (VF : Patrick Noérie ; VQ : Gilbert Lachance) : Morgan Earp
- Jeff Fahey (VF : Mario Santini ; VQ : Daniel Picard) : Ike Clanton
- Joanna Going (VF : Virginie Ogouz ; VQ : Anne Bédard) : « Josie » Josephine Marcus Earp
- Mark Harmon (VF : Jean-Luc Kayser ; VQ : Daniel Roussel) : Johnny Behan
- Michael Madsen (VF : Patrick Borg ; VQ : Manuel Tadros) : Virgil Earp
- Catherine O'Hara (VF : Marie-Brigitte Andreï ; VQ : Claudine Chatel) : Allie Earp
- Bill Pullman (VF : Patrick Laplace ; VQ : Daniel Lesourd) : Ed Masterson
- Isabella Rossellini (VQ : Élizabeth Lesieur) : Kate « Gros Nez » (Big Nose Kate en VO)
- Tom Sizemore (VF : Maurice Decoster) : Bat Masterson
- JoBeth Williams (VF : Véronique Augereau) : Bessie Earp
- Mare Winningham (VF : Laurence Crouzet ; VQ : Élise Bertrand) : Mattie Blaylock
- James Gammon (VQ : Aubert Pallascio) : M. Sutherland
- Rex Linn : Frank McLaury
- Randle Mell : John Clum
- Adam Baldwin : Tom McLaury
- Annabeth Gish (VQ : Rafaëlle Leiris) : Urilla Sutherland
- Lewis Smith : Curly Bill Brocius
- Betty Buckley (VQ : Yolande Roy) : Virginia Earp
- Alison Elliott (VQ : Aline Pinsonneault) : Lou Earp
- Todd Allen (en) : Sherm McMasters
- Mackenzie Astin (en) (VF : Alexandre Gillet) : Francis O'Rourke
- Jim Caviezel : Warren Earp
- Karen Grassle : Mme Sutherland
- John Dennis Johnston : Frank Stillwell
- Téa Leoni (VF : Hélène Chanson ; VQ : Viviane Pacal) : Sally
- Martin Kove : Ed Ross
- Ian Bohen : Wyatt jeune
- Lawrence Kasdan : un joueur (non crédité)
- Jon Kasdan : un garçon dans le bar

Dans la version française, Dennis Quaid n'a pas sa voix régulière qui est celle de Bernard Lanneau. En effet celui-ci est également la voix régulière de Kevin Costner depuis 1991 et il le double une nouvelle fois dans ce film. De ce fait, Quaid se retrouve doublé exceptionnellement par Pascal Renwick.
À cause du tournage de ce film, Michael Madsen dut refuser le rôle de Vincent Vega dans Pulp Fiction de Quentin Tarantino. Le rôle est donc revenu à John Travolta.

## Bande originale
1. Main Title
2. Home From The War
3. Going To Town
4. The Wagon Chase
5. Mattie Wants Children
6. Railroad
7. Nicholas Springs Wyatt
8. Is That Your Hat?
9. The Wedding
10. Stillwell Makes Bail
11. It All Ends Now
12. Urilla Dies
13. Tell Me About Missouri
14. The Night Before
15. O.K. Corral
16. Down By The River
17. Kill 'Em All
18. Dodge City
19. Leaving Dodge
20. Indian Charlie
21. We Stayed Too Long
22. Winter To Spring
23. It Happened That Way

## Distinctions

### Récompenses
- Razzie Awards 1995 : pire acteur pour Kevin Costner, pire remake ou suite de film[3]
- Western Writers of America 1995 : meilleur scénario

### Nominations
- Oscars 1995 : meilleure photographie pour Owen Roizman
- ASC Awards 1995 : meilleure photographie pour Owen Roizman
- Razzie Awards 1995 : pire réalisateur, pire film et pires couples à l'écran pour Kevin Costner « et ses 3 femmes »

## Autour du film
- En septembre 1994, le film a été présenté au Festival du cinéma américain de Deauville[4].
- Pour incarner Doc Holliday, Dennis Quaid a perdu un poids considérable[5].
- Le film Tombstone de George Cosmatos est sorti quelque temps plus tôt et relate en partie les mêmes évènements. C'est Kurt Russell qui y incarne Wyatt Earp.
- Au départ le projet était de faire une mini-série télévisée d'une durée de 6 heures[6].
- En version française, Kevin Costner et Dennis Quaid ont le même comédien de doublage : Bernard Lanneau, mais l'acteur doublant Costner ne pouvait pas doubler Quaid. Ce dernier est exceptionnellement doublé par Pascal Renwick.